# アヒンサー
アヒンサー（デーヴァナーガリー: अहिंसा; IAST ahiṃsā）は 非暴力（文字通り：暴力（ヒンサー）の忌避）を意味するサンスクリット の用語で、古代インドに起源を発した宗教（ヒンドゥー教、仏教、ジャイナ教）の重要な教義である。インドでは「アヒンサー・パラモ・ダルマ」（非暴力は仏法の中で最上のものである）と言われている。アヒンサーは生き物を殺したり害したりすることを禁止するという行動規範で、あらゆる種類の暴力が好ましからざる業果をもたらすという信念に密接に関連付けられる。非暴力の原理を（人間以外の）異なる生命形態にどこまで広げるかは、前述の三つの宗教内において種々の権威者・活動・流派間で物議をかもし、何千年ものあいだ論争の題材であった。
アヒンサーという概念の起源は不明であるが、アヒンサーに対する最も早い言及は歴史的なヴェーダ教の聖典に見られ、これは紀元前8世紀のものと年代が特定されている。ここでアヒンサーは初めのうちは倫理的な含蓄なしに「不傷害」という意味であったが、後に動物への非暴力、ついにはあらゆる生物への非暴力という意味となった。この概念はヒンドゥー教の聖典『マハーバーラタ』と『マヌ法典』に現れ、そこでアヒンサーは良い業に値すると言われている。肉食と動物の屠殺はいくつかのヒンドゥー教聖典で非難されているが、他の聖典では狩猟と祭式犠牲の指示という対立する論証が示されている。19世紀と20世紀に、ヴィヴェーカーナンダ、ラマナ・マハルシ、スワミ・シヴァナンダ、A.C.バクティヴェーダンタ・スワミ・プラブパーダのようなインド精神世界の傑出した人物がアヒンサーの重要性を強調した。マハトマ・ガンディーは彼の非暴力活動であるサッティヤーグラハによって、政策にアヒンサーを適用した。
ジャイナ教におけるアヒンサーは如何なる肉食を避けるだけでなく、植物の殺生に通じる芋などの球根類の摂取が禁じられている。さらに小さな昆虫や他の非常に小さな動物さえ傷つけないようしようと道からそれるなど、毎日の生活で極力動植物を害さないようにと少なからぬ努力を行う。この方針に従い、農業それ自体と同様に、その栽培が小さな昆虫や虫を害することになる作物を食べることが慎まれている。自己防衛、刑法、戦争における暴力はヒンドゥー教徒とジャイナ教徒によって許されている。他の二つの宗教と違い、仏教においてアヒンサーは専門用語として使われてはいないが、祭式犠牲と戦争は強く非難され、倫理規則では生命を奪わないことの重要性を強調している。

## アーリヤ人以前の時代
アヒンサーの概念の歴史的な起源は不明であるが、紀元前2000年代から紀元前1000年代の初頭にインド亜大陸の北部にいたアーリア人以前の人々の概念で、後にアーリア人に受け入れられたと何人かの学者は想定している。しかしながら、ハラッパーやモヘンジョダロの都市を含むアーリア人以前のインダス文明の多くの地域において様々な種の家畜の狩猟と屠殺が行われた考古学的な証拠があることは記されるべきであろう。

## 歴史的なヴェーダ教
歴史的なヴェーダ教はヴェーダ時代に繁栄し、紀元前数百年代の中頃まで続いた。現代の学者間で優勢となっている見解によると、動物の継続的な犠牲を伴う祭式上の動物犠牲は顕著な慣習であって、非暴力の原理はあまり知られていなかったか、または尊重されていなかった。
アヒンサーという用語は『ヤジュル・ヴェーダ』のTaittiriya Samhita（TS 5.2.8.7）に現れ、そこでは生け贄を捧げる者自体への不傷害に言及している。それは『シャタパタ・ブラーフマナ』において倫理的な含蓄なしに「不傷害」の意味で何回か現れる。明らかに倫理的な意味で、動物への非暴力（pashu-ahimsa）の概念に対する最初の言及は、『ヤジュル・ヴェーダ』のKapisthala Katha Samhita（KapS 31.11）で、それは恐らく紀元前8世紀に書かれたものである。最も古いウパニシャッドで紀元前8世紀か紀元前7世紀の年代のものと思われている『チャーンドーギア・ウパニシャッド』は、ヒンドゥー教で馴染み深い意味（行動規範）でのアヒンサーという言葉の使用に対する最初の確証を含んでいる。それは「あらゆる生物」（sarva-bhuta）に対して暴力を禁止し、アヒンサーの実施者は転生の循環から解脱すると言われている（CU 8.15.1）。またアヒンサーは五つの非常に重要な徳のひとつとして示されている（CU 3.17.4）。

## ヒンドゥー教

### 人間以外の命
ヒンドゥー教徒は実質上人間の体の中の魂と動物の中のそれを区別しない。行動規範と結び付けられたアヒンサーは狩猟、畜殺、肉食および暴力的手段によってまかなわれる動物製品の使用の禁止を暗に意味するがゆえに、動物に対する倫理的な義務とそれらに対する暴力から招く好ましからざる業の問題がいくつかのヒンドゥー教聖典と宗教的な法典において詳細に議論された。
情報源のいくつかの文献では、問題の倫理的側面に触れることなく肉食について議論している。紀元前5世紀または紀元前4世紀に書かれた法典ダルマ・スートラは肉食に対する規定と食べられる動物の一覧を含んでいる。『アーユルヴェーダ』の医療論説ではアヒンサーの側面に触れることなく純粋に健康に関する観点から肉について議論し、それを推奨している。例えば3世紀か4世紀に書かれたSushruta Samhitaではある種の患者と妊婦に対して牛肉を推奨し、Charaka Samhitaでは病後療養中の患者にはどの種の食べ物よりも優れていると肉を記述している。
権威の高い様々な聖典において、祭式犠牲の場合を除き家畜に対する暴力を禁じている。この点は『マハーバーラタ』、『バーガヴァタ・プラーナ』（11.5.13-14）と『チャーンドーギア・ウパニシャッド』（8.15.1）で明白に表現されており、特に名声のある伝統的ヒンドゥー教法典（ダルマ・シャーストラ）である『マヌ法典』（5.27-44）にも反映されている。これらの文献では動物の屠殺と肉食は強く禁止されている。『マハーバーラタ』では戦士（クシャトリヤ）による狩猟は許されるが 、厳格に非暴力であるべき隠者では禁止される。
それにもかかわらず、これら情報源ではアヒンサーの賛同者と肉食を行う者との間の歩み寄りが危なっかしくかつ激しく論じられており、アヒンサーの唱道者によって祭式屠殺と狩猟という抜け道さえ要求されている。『マハーバーラタ』と『マヌ法典』（5.27-55）は祭式屠殺の合法性について長々しい議論を含んでいる。『マハーバーラタ』においては、どちらの側も自分の観点を実証する種々の主張を提示している。さらには狩人が長い論説で自身の職を弁護している。
動物への非暴力の賛同で示された議論の多くが、生前または死後に課せられる報いと暴力による恐ろしい業果に言及している。特に、故意に動物を殺した者が後生で業に対する報いのために動物に食べられるであろうことを指摘している。アヒンサーは神秘的な能力、無上の喜びと最終的な救済を獲得するための必要条件として記述されており、さらにはあらゆる種類の危険から守ると言われている。『マヌ法典』（10.63）、カウティリヤの『実利論』（1.3.13）と『ヴァシシュタ・ダルマ・スートラ』（4.4）ではアヒンサーは社会におけるすべての四階級（ヒンドゥー教のヴァルナ）に対する義務であると指摘している。文献ではアヒンサーは全ての形態の生命に拡張されるべきであると宣言されている。それらはまた植物の保護にも注意を払っている。『マヌ法典』では野生の植物と栽培した植物の両方に対する理由のない破壊を禁止している（11.145）。隠者（サンニャシン）は植物の破壊を避けるためにフルータリアンな食事に基づき生活しなければならない。
この状況において、狩猟と祭式屠殺の擁護者はそれらの活動の暴力性を否定しなければならなかった。彼らは法律に則った暴力は実際には暴力ではないと想定した。彼らによれば、犠牲のための殺害は殺害ではなく、世界全体の繁栄を意味する。彼らはまた、屠殺された動物は輪廻転生で高貴な再生を得られるであろうから、そのような殺害は実際には情け深い行為であると提唱する。さらには、いくつかの種は犠牲として捧げられ人間に食べられる目的のために創造されたのだ、殺したり他の動物を食べることは動物にとっては普通のことである、農業も必然的に多くの動物の死を導いている、植物は破壊されてもまだ活気ある生物なのである、我々はいつも何気なく意識せず生命形態を破壊している、狩猟される動物も狩人を殺すことで生き残るための公平な機会を持っている、などと主張する。

### 自己防衛、刑法、戦争
ヒンドゥー教の聖典と法典では武装した攻撃者に対して自己防衛する時には暴力を使用することが支持されている。それらでは、犯罪者はアヒンサーの規則によって保護されないことを明白にしている。それらでは、死刑に関して疑念はなく、死に値する悪を行った者は殺されるべきで、特に王は犯罪者を罰する義務があり彼らを殺すのをためらうべきではなく、たとえ王自身の兄弟や息子が犯罪者になったときでさえもそうであるというのが見解である。
いくつかの解釈によると、聖典や法典で説明されたようなアヒンサーの概念は平和主義を暗に意味するものではなく、戦争は人生の通常の場面であり戦士の普通の勤めと見られている。『バガヴァッド・ギーター』の第2章でクリシュナはアルジュナの平和主義的考えを論破し、差し迫った戦争において闘って殺すべきだと彼を説得するために色々な議論を用いた。聖典のこの解釈によると、顔をつき合わせての戦闘は非常な賞賛に値し、その戦闘で死んだ戦士は天国に行くのである。しかしながらこの解釈は権威があるものではなく、ヒンドゥー教の伝統の大多数において、またその偉大な聖人によってアヒンサーに認められた高貴な価値に真っ向から逆らっている。より広く受け入れられているこの見解はマハトマ・ガンディーによってよく言明されており、彼の生活とギーターに対する彼自身の「戦場は魂で、アルジュナは悪に対してもがく人間の高度な衝動という寓話である」というコメントを通じて明らかにされている。

### 近代
近代のヒンドゥー教ではヴェーダ聖典で許された祭式のための屠殺は事実上姿を消した。19世紀と20世紀において、ヴィヴェーカーナンダ、ラマナ・マハルシ、スワミ・シヴァナンダ、A.C.バクティヴェーダンタ・スワミ・プラブパーダといったインド精神世界の傑出した人物はアヒンサーの重要性を強調した。
マハトマ・ガンディーは人生の全領域（特に政策）に対してアヒンサーを適用することでとても上手にその原理を推進した。彼の非暴力抵抗活動であるサッティヤーグラハはインドに計り知れない衝撃を与え、西側諸国において一般世論に訴えかけ、マーティン・ルーサー・キング・ジュニアのような色々な民権活動の指導者に影響を及ぼした。アヒンサーは肉体的危害を加える行動だけでなく、悪い考えや憎しみ、荒々しい言葉のような善からぬ振る舞い、不誠実や嘘など、アヒンサーと相容れない暴力の現われであると彼がみなす全てを起こらないようにするとガンディーは考えた。オーロビンド・ゴーシュはガンディーのアヒンサーの概念を非現実的で例外なく適用できるものではないと非難した。彼は暴力の正当化は与えられた状況の特殊な事情に依存すると言い、実際的な非平和主義的立場を取り入れた。
アヒンサーに関する全歴史的でかつ哲学的な研究はアルベルト・シュヴァイツァーの「生命への畏敬」の原理を形成するのに助けになった。シュヴァイツァーは（傷ついたものを助ける）積極的な行動の重要性を強調する代わりに暴力を避けるという消極的な原理として考えられてきたアヒンサーに対するインド人の哲学的かつ宗教的伝統を非難した。

### ヨーガ
アヒンサーはパタンジャリの「古典的な」ヨーガ（ラージャ・ヨーガ）の実行者には必須であり、それは行動規範を成す5つのヤマ (禁戒)のうちのひとつであり、行動規範はこの道を構成する8つの部分の最初である。バクティ・ヨーガの学校ではヴィシュヌまたはクリシュナを崇拝する帰依者は特にアヒンサーに熱心である。バクティ・ヨーガの学校 Radha Soami Satsang Beas では菜食主義と「アヒンサー」の観点での倫理的な生活を遵奉している。古典的な指南書である『ハタ・ヨーガ・プラディーピカー』（1.1.17）によるとアヒンサーはまたハタ・ヨーガにおいても義務である。

## ジャイナ教
ジャイナ教ではアヒンサーの申し合わせと実行が他のいかなる宗教よりもより徹底的で、厳正で、包括的である。非暴力はすべての人に対する最も根本的な宗教的義務として見られている。（ahiṃsā paramo dharmaḥ、ジャイナ教の寺院でしばしば記されている文）ヒンドゥー教のように、有害な業の蓄積を防ぐことが狙いである。紀元前6世紀または紀元前5世紀にマハーヴィーラがジャイナ教の運動を復興し、再編成した時、アヒンサーはすでに確立され、厳格に遵奉された規則だった。ジャイナ教の最初期の指導者（ティールタンカラ）で近代西洋歴史家が歴史的人物であったと考えているパールシュヴァはおおよそ紀元前8世紀に存在していた。彼はマハーヴィーラの両親が所属していた団体を設立した。アヒンサーは既に「四戒」（Caujjama）の一部で、その誓戒はパールシュヴァの後継者たちによって保たれた。マハーヴィーラの時代とその後の時代において、ジャイナ教徒は仏教徒ともヴェーダ教の後継者やヒンドゥー教徒のいずれとも仲違いしており、彼らをアヒンサーの遂行において不注意があり矛盾があると非難した。しかしながら、原始ジャイナ教の苦行者は、動物が明らかに彼らのために殺されたのでなければ、布施としてその肉を受けたといういくつかの証拠がある。近代のジャイナ教ではこれは激しく否定しており、マハーヴィーラ彼自身に関しては特にそうである。ジャイナ教の伝統によれば、ラクト・ベジタリアニズムまたはヴィーガニズムが強制されている。
ジャイナ教のアヒンサーの概念はいくつかの面で特徴的である。そこでは祭式犠牲供養者や職業的な戦士狩猟者に対していかなる例外も作っていない。食物のために動物を殺すことは絶対に規則違反である。ジャイナ教徒は出来る限り毎日の生活において植物を害さないように少なからぬ努力を行う。彼らは食料のために植物が破壊されることを許すが、彼らはそれを人間が生き残るために避けられないものであるときに限って受け入れ、植物に対する不必要な暴力を避けるための特別な指示が存在する。ジャイナ教徒は小さな昆虫や他の非常に小さな動物さえ傷つけないようにしようと道からそれる。彼らの視点では、注意不足により起こった傷害は故意の行動により起こった傷害に等しい。蜂蜜を食べることは、蜂に対する暴力になるため、厳格に違法となる。いくらかのジャイナ教徒は、農耕が虫や昆虫といった多くの小動物の意図しない殺害や傷害に必然的に至るためそれを慎んでいるが、一般には農業は禁じられておらず、ジャイナ教徒の農場経営者がいる。
対照的に、自己防衛時の暴力は正義であるということと戦争で敵を殺す戦士は合法的な義務を遂行しているということでは、ジャイナ教徒はヒンドゥー教徒と意見が一致している。ジャイナ教の共同社会では防衛のための軍力行使は許され、ジャイナ教徒の君主、軍事司令官、戦士が存在する。
理論上は全ての生命形態があらゆる種類の傷害から保護されるべき価値があると言われているけれども、ジャイナ教徒はこの概念が実際上は完全には実施できないことを認めている。移動性のある生き物が移動性のない生き物より高い保護を受けられている。移動性のある生き物に対して、彼らは1感覚の存在、2感覚の存在、3感覚の存在、4感覚の存在、5感覚の存在と区別する。1感覚の動物は唯一の感覚器官として触覚を持っている。より多くの感覚を持っている存在ほど、その保護に関してより注意が払われる。5感覚の存在のなかでは、理性のあるもの（人間）がジャイナ教のアヒンサーによって最も強く保護される。アヒンサーの遂行について、anuvrate（小誓戒）を受けた在家の人々に対してよりも、mahavrata（大誓戒）に拘束される僧侶や尼僧に対しての方が必要条件がより厳格である。

## 仏教
Katamo ca bhikkhave, sammāsaṅkappo: yo kho bhikkhave, nekkhammasaṅkappo avyāpādasaṃkappo, avihiṃsāsaṅkappo, ayaṃ vuccati bhikkhave, sammāsaṅkappo.
比丘たちよ、正思惟とは何か。出離、無瞋、無害を正思惟とよぶ。
—パーリ仏典, 相応部 道相応, 44 Magga Saṃyutta, Avijjāvaggo, Sri Lanka Tripitaka Project
ヒンドゥー教やジャイナ教の情報源とは違い、原始仏教聖典ではアヒンサーは専門用語として使われていない。非暴力に対する伝統的な仏教徒の申し合わせはジャイナ教徒のものほど厳格ではないが、ジャイナ教徒と同じく、仏教徒は常に祭式犠牲で動物を殺すことを強く禁じていた。ほとんどの仏教徒の伝統では、菜食主義は強制的なものではなかった。僧侶と在家者はその動物が彼らのために特別に殺されたのでなければ肉や魚を食べてもよかった（三種の浄肉）。
仏教教団ができて以来、比丘と尼比丘は倫理規範の十戒を受けねばならなかった。原始仏教では、強制はされなかったが、在家者は道徳として五戒を受けるのが奨励された。どちらの規範でも最初の規則は感覚のある生き物の命をとること（pāṇātipātā, 殺生）を慎むことである。
ヴェーダ教と違い、原始仏教は犯罪人を罰する暴力的な方法や戦争について強い疑念を持っていた。それらはいずれも明示的に禁止されていなかったが、戦争解決の平和的方法と最低限の傷害を伴う刑罰が奨励された。

パーリ仏典経蔵中部に収録されている『アングリマーラ経』の主人公「アングリマーラ」の本名は、アヒンサーの概念を人名化した「アヒンサカ」（傷害せざる者、無害）である。この「アヒンサカ」が、狂気に憑りつかれ、100人ないしは1000人の人間の指を集めるべく、人間の命を奪う「アングリマーラ」へと変貌するが、99人ないしは999人を殺害したところで、仏陀（釈尊）と出会い、改心して、再び「アヒンサカ」へと戻る物語である。